# Morgan Griffin
Pour les articles homonymes, voir Griffin.
Morgan Griffin (née le 4 juin 1992) est une actrice australienne qui possède également la nationalité irlandaise. Elle est connue pour avoir joué le rôle de Charlie dans Pyjama party. Ses autres rôles notables incluent Heidi dans Septembre (2007), Alice dans L'Île de Nim (2008), Katrina Post dans Accidents Happen (en) (2009) et Jess dans Charlie and Boots (2009). En 2015, Griffin est apparue dans le film catastrophe du réalisateur Brad Peyton, San Andreas. Les débuts de Griffin étaient dans le rôle d'une jeune fille d'un père mourant d'emphysème dans une campagne publique anti-tabac filmée alors qu'elle avait dix ans en 2002.

## Filmographie

### Film
| Année | Titre                 | Rôle               | Notes         |
| ----- | --------------------- | ------------------ | ------------- |
| 2007  | Septembre             | Heidi              |               |
| 2008  | L'Île de Nim          | Alice              | [ 2 ]         |
| 2009  | Accidents Happen (en) | Katrina Post       | [ 3 ]         |
| 2009  | Charlie and Boots     | Jess               | [ 4 ]         |
| 2012  | Island                | Hanna              | Court métrage |
| 2013  | Louder than Words     | Julie Fareri       |               |
| 2014  | Invincible            | Belle jeune blonde |               |
| 2014  | Freeze-Frame          | Hôtesse de l'air   | Court métrage |
| 2015  | San Andreas           | Natalie            |               |
| 2016  | Spin Out (en)         | Lucy               |               |
| 2017  | Bad Blood (en)        | Carrie             |               |

### Séries télévisées
| Année   | Titre                                                 | Rôle               | Notes       |
| ------- | ----------------------------------------------------- | ------------------ | ----------- |
| 2006–07 | Pyjama party                                          | Charlie            | 26 épisodes |
| 2013    | Cliffy                                                | Vicki              | Téléfilm    |
| 2018    | Olivia Newton-John: désespérément dévouée à vous (en) | Olivia Newton-John | Téléfilm    |